# 小町號列車
「小町」（日语： Komachi */?）是一個由東日本旅客鐵道（JR東日本）所經營的秋田新幹線專屬列車班次名，行駛於東北新幹線和秋田新幹線（實際上是以田澤湖線和奧羽本線修改路線設施而成）等路線上。在列車等級上「小町」被歸類為特別急行列車（特急），於1997年3月22日開始營運，每日皆有班次往返於東京和秋田之間。
除此之外，於2013年3月16日至2014年3月15日間以E6系營運的「超級小町」（スーパーこまち；Super Komachi），在小町號實際開始營運前曾經行駛於秋田新幹線上的在來線急行列車「南八幡平」與「田澤」（たざわ），以及新幹線接駁特急「秋田接力」（秋田リレー），皆一併在本條目中說明。

## 名稱由來
與其他的新幹線列車名稱一樣，秋田新幹線的列車名稱也是利用首輪公眾招募，後將結果交給JR內部討論的形式來決定。最終由公開招募中的首名「小町」獲選（第二、三名分別是和「田澤」）。名稱由來是出身自秋田縣湯澤町的平安時代早期著名女和歌詩人小野小町。
2013年，E6系自3月16日起投入營運，逐漸取代E3系0番台列車。為了在汰換列車期間區別使用原有E3系和E6系的班次，JR東日本將使用E6系營運的班次命名為「超级小町」號，但僅屬過度性的名稱（其後部分「小町」號班次也使用E6系營運）。由於E3系於2014年春季退出秋田新幹線服務，故於2014年3月15日修訂時間後將列車名稱再次統一為「小町」號。

## 運行概況
自2005年12月訂正時間表至今，「小町」號維持每日16對班次，除了一對來往仙台和秋田的班次外，其餘均來往東京和秋田。來往東京和秋田所需時間最短為3小時37分，在東北新幹線運營速度為320km/h，在秋田新幹線區間則為130km/h。
開業時曾與「山彥」號（以200系運行）連結行駛東京至盛岡的一段東北新幹線，但在盛岡至八戶段東北新幹線開業後，則改與新開業的「疾風」號（以E2系運行）連結行駛至今。在2013年3月16日时刻表修正时，新开业的超级小町号开始與「隼」號（以E5系運行）連結行駛。2014年3月15日起，「超级小町號」統一為「小町」號，「小町」號改為均與「隼」號（以E5系運行）連結行駛。
與「山彥」號連結行駛時期，宇都宮、郡山及福島等站每天仍有上下行各1班「小町」號停靠，不過在「疾風」號開始運行，「小町」號改與「疾風」號連結行駛後，上述3站即不再有「小町」號班次停靠。自2021年11月8日起，1趟往東京方向的列車（6號）不再與“隼”號銜接，而是“小町”號以7節車廂獨立運行，一路前往東京。在2022年時刻表修訂後，該列車正式單獨運營。
如田澤湖線及奧羽本線停止服務的時候，「小町」則會在盛岡與「隼」號分離，並停放在盛岡新幹線車輛中心。臨時列車則為了方便編排班次而獨自行駛全部路段。如果出現大幅度延誤，有可能進行以下一樣的措施：
- 盛岡－秋田段停駛 (「小町」會在盛岡與隼」號分離，並停放在盛岡新幹線車輛中心)
- 和另一班隼號列車連結 ( 例「小町」24號連結「隼」26號[7] ）
- 獨自行駛東京－盛岡東北新幹線路段

車費方面，東京－盛岡段按東北新幹線收費，盛岡－秋田段則按在來線特急列車的標準收費。

### 停車駅
| 班次編號 | 運行次數＼車站     | 東京 | 上野 | 大宮 | 仙台 | 古川 | 栗駒高原 | 一之關 | 水澤江刺 | 北上 | 新花卷 | 盛岡 | 雫石 | 田澤湖 | 角館 | 大曲 | 秋田 | 備註 |
| -------- | ------------------ | ---- | ---- | ---- | ---- | ---- | -------- | ------ | -------- | ---- | ------ | ---- | ---- | ------ | ---- | ---- | ---- | ---- |
| 1 - 38號 | 下行01班／上行01班 | ●    | －   | ●    | ●    | －   | －       | －     | －       | －   | －     | ●    | －   | －     | －   | ●    | ●    |      |
| 1 - 38號 | 下行10班／上行10班 | ●    | ●    | ●    | ●    | －   | －       | －     | －       | －   | －     | ●    | －   | ●      | ●    | ●    | ●    |      |
| 1 - 38號 | 下行04班／上行04班 | ●    | ●    | ●    | ●    | －   | －       | －     | －       | －   | －     | ●    | ●    | ●      | ●    | ●    | ●    |      |
| 95・96号 | 下行01班／上行01班 |      |      |      | ●    | ●    | ●        | ●      | ●        | ●    | ●      | ●    | －   | ●      | ●    | ●    | ●    |      |

- 圖解－○：部分班次停站、●：停站、—：通過

## 使用車輛
- 7輛編組的E6系Z編成
- 注：
  - 24編組列车全數配置於秋田車輛中心。
- E6系列車在東北新幹線上的运营时速為320km/h。
- 在田澤湖線和奧羽本線的在來線升格路段則為130km/h。
  - E6系除了运营「小町」的班次外，間中也會被用作運行「隼」、「山彥」和「那須野」的班次。

列車編組
- 綠色車輛1輛（11號車廂）
  - 採用的座位較一般的新幹線綠色車廂內的座位窄。
  - 車廂內提供簡易拖鞋和飲品。
- 普通車輛6輛（12-17號車廂）
  - 全車對號座位
    - 持有特定特急券的乘客可在秋田新幹線路段使用空置的座位，但當持有座席指定券的乘客登車時必須讓位。因此曾有人要求恢復設置自由座位車廂。
    - 全國花火競技大會舉行時來往秋田和大曲的特別班次的普通車廂是自由座位。

  - 所有列车普通席座位採用2+2形式配置。

- 因為路線設計問題，两車到達大曲後，須以另一方向駛向終點站秋田。負責營運秋田新幹線的盛岡支社和秋田支社曾在開業前就轉換座位方向達成共識，但因為後來盛岡支社堅持不在大曲轉換座位方向，故現在列車在大曲至秋田一段須以座位的相反方向行駛。（全國花火競技大會的特別班次除外）

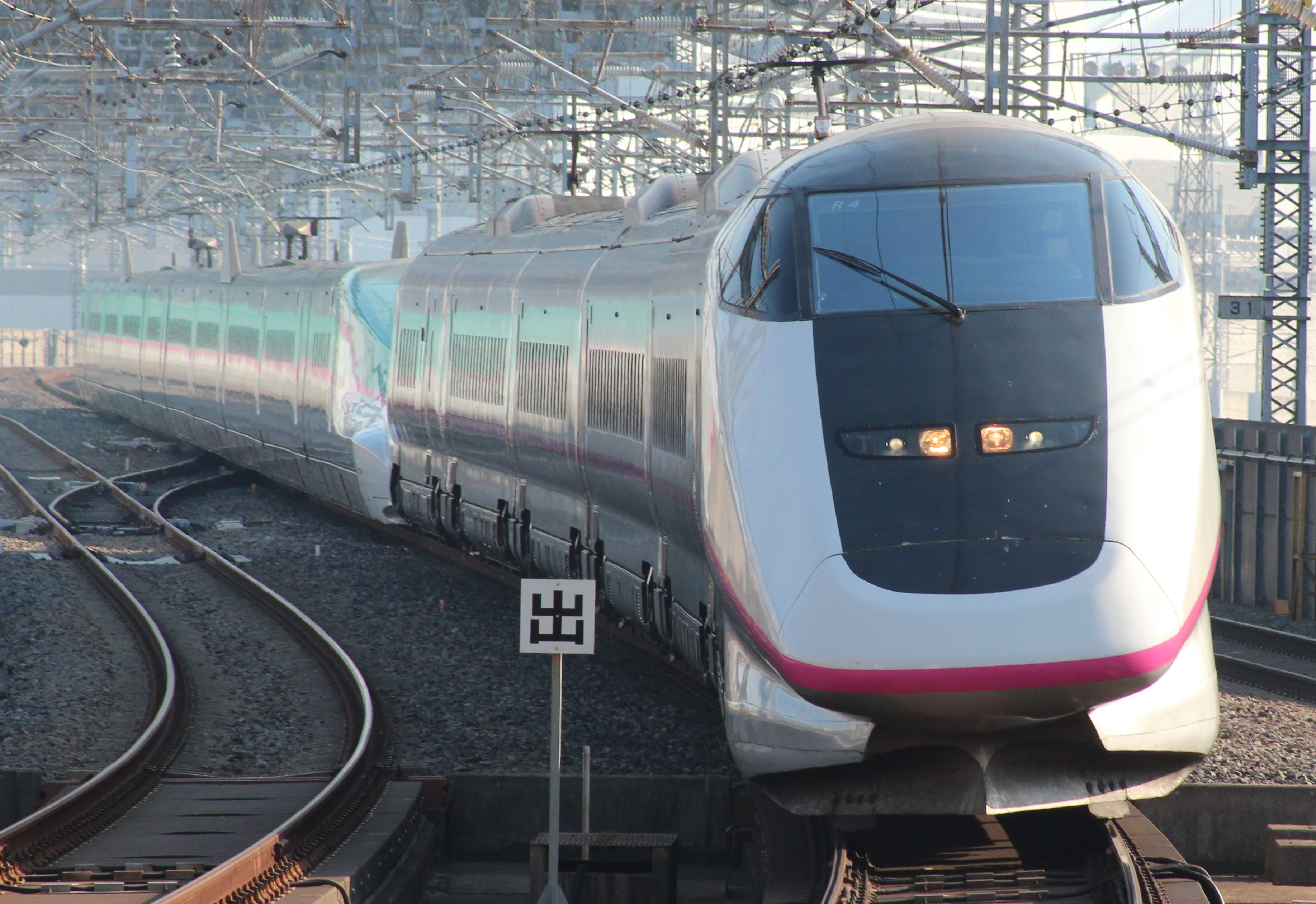
E3系0番台与E5系混编运行（摄于2013年11月24日 大宫站）
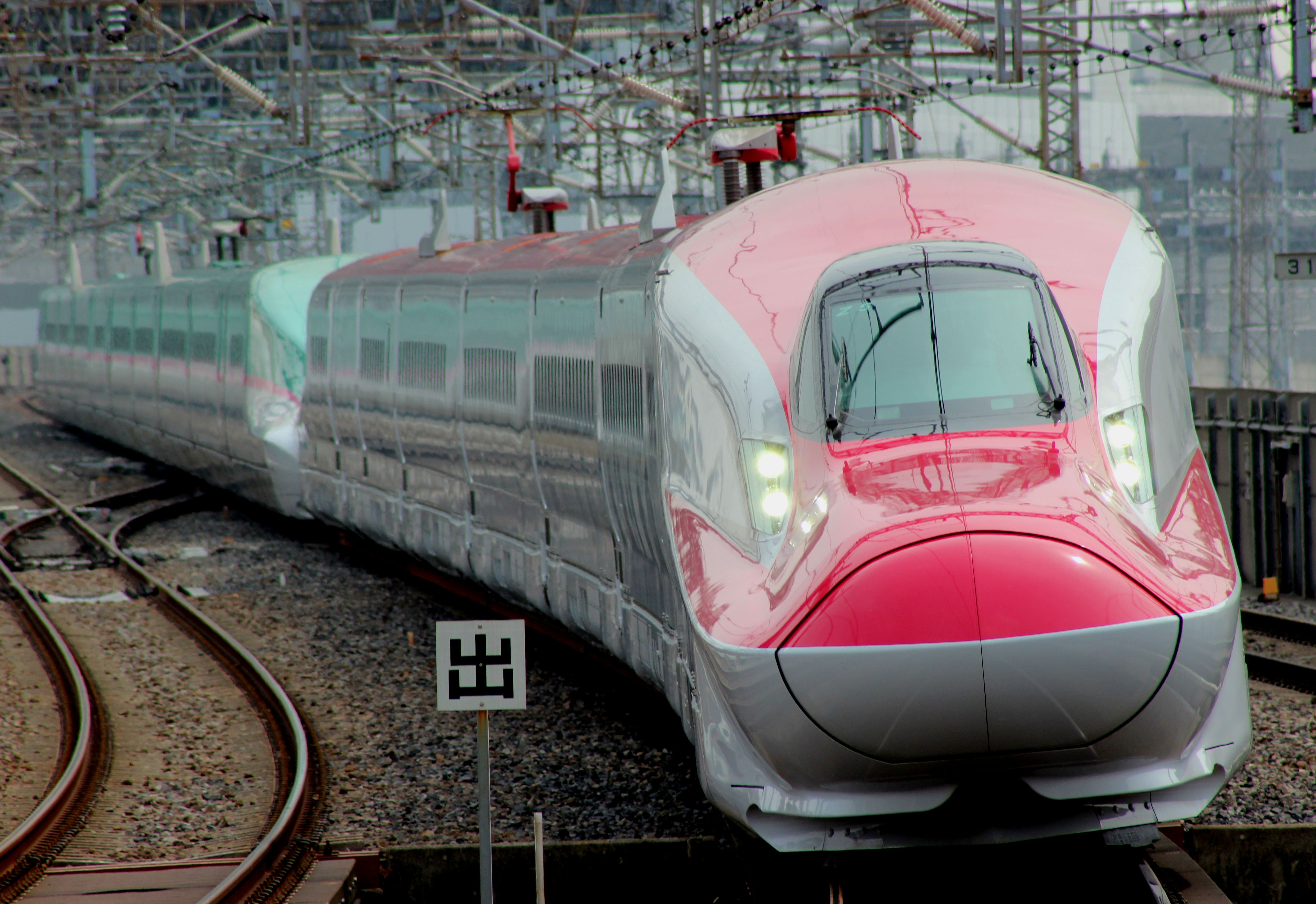
E6系与E5系混编运行（摄于2013年3月20日 大宫站）
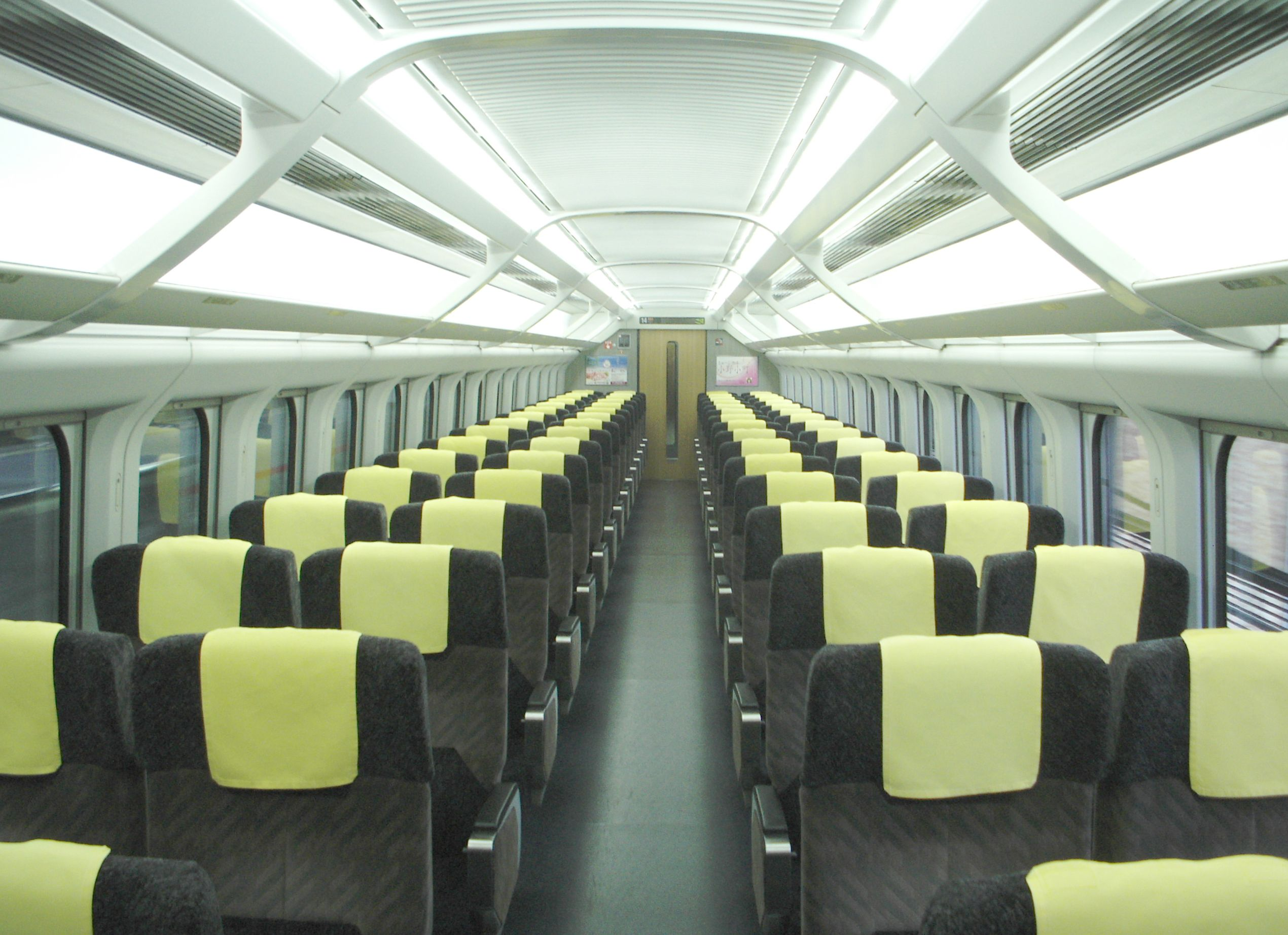
E3系普通車廂內部
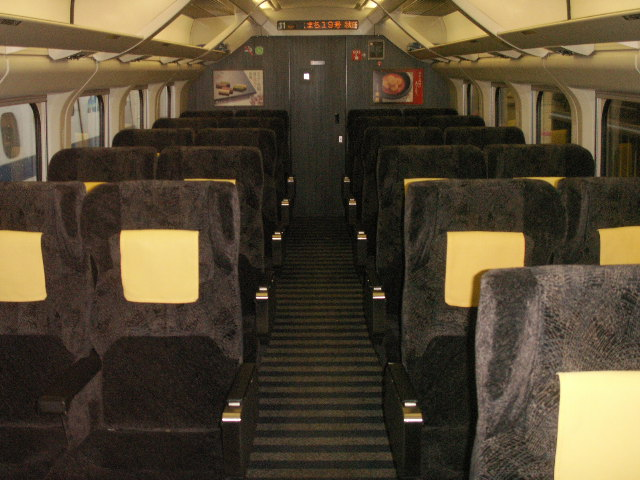
E3系綠色車廂內部
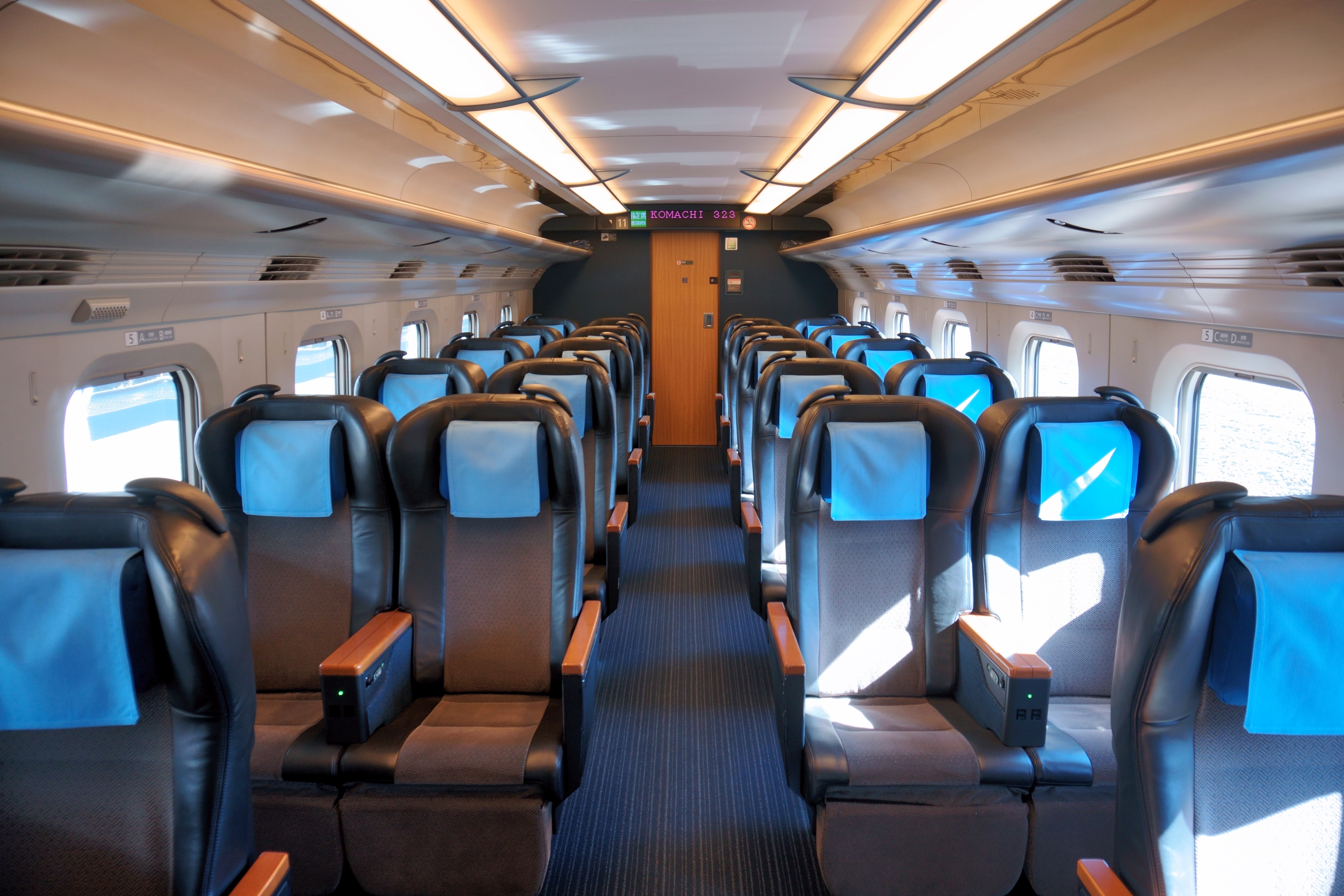
E6系綠色車廂內部
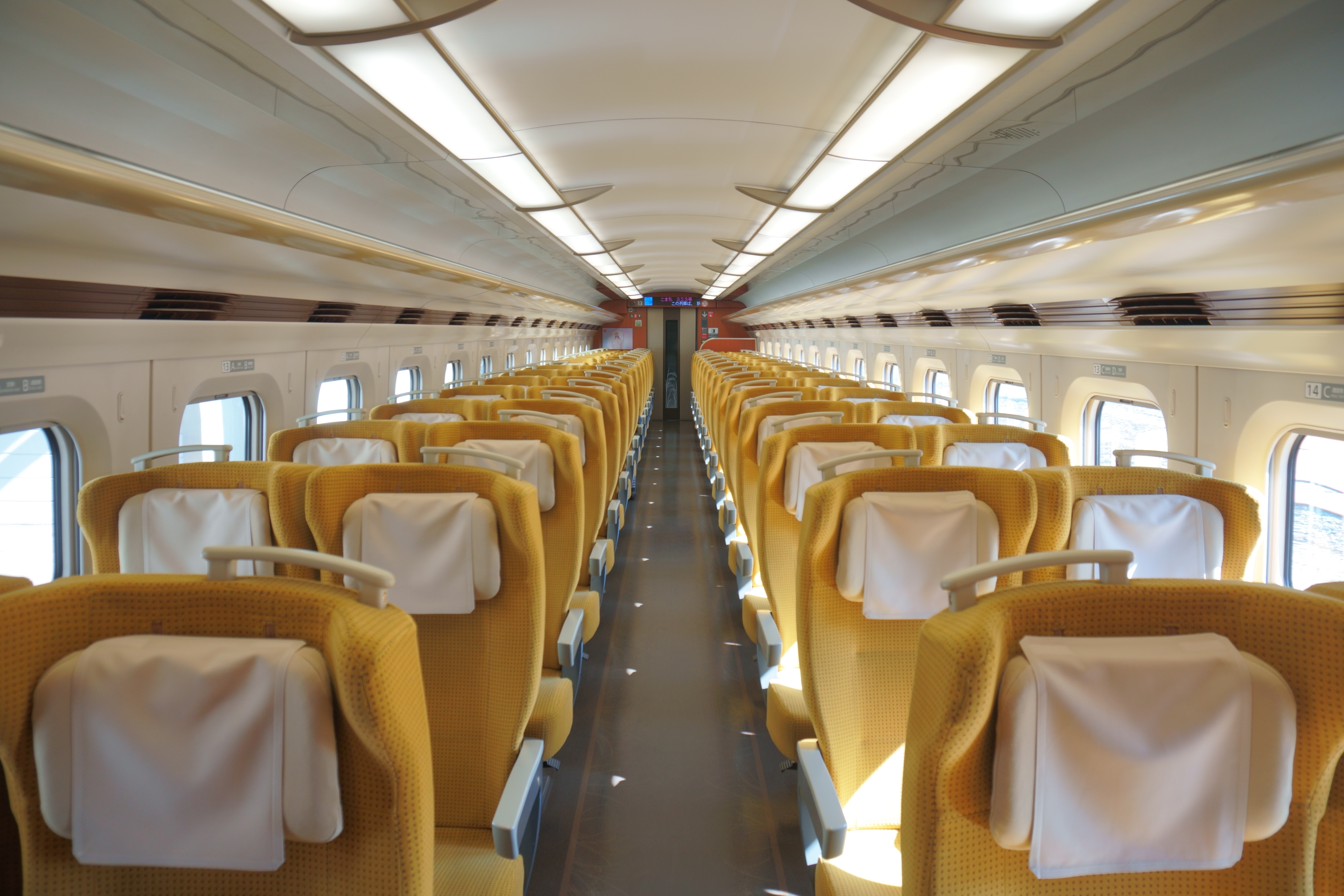
E6系普通車廂內部

## 歷史
本部分除了描述秋田新幹線列車「小町」的歷史外，也敘述了田澤湖線優等列車「南八幡平」、「田澤」和秋田新幹線施工時運行的臨時特急列車「秋田接力」的歷史。

### 田澤湖線優等列車「南八幡平」、「田澤」

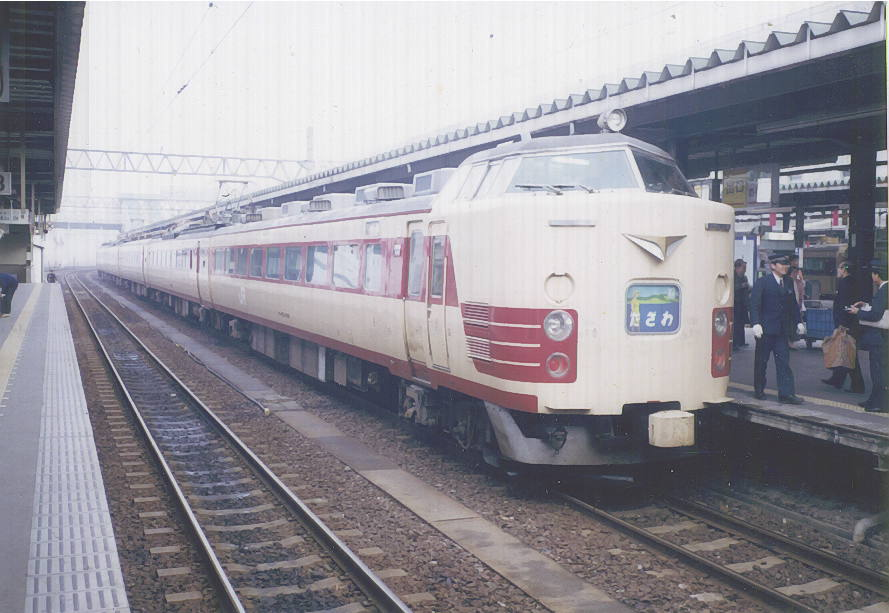
田澤湖線優等列車「田澤」
（攝於1992年11月）

- 1966年（昭和41年）－田澤湖線開業，開設來往盛岡和秋田的急行列車「南八幡平」，初期班次為每日對向各兩班。
- 1968年（昭和43年）－「南八幡平」更名為「田澤」。同時其中一對班次的終點站從盛岡更改為仙台。
- 1982年（昭和57年）11月15日－東北新幹線開業。「田澤」獲升格為L特急班次，班次增加至每日對向各六班。
- 1985年（昭和60年）－「田澤」其中兩班對向班次的路線從秋田延長至青森。
- 1986年（昭和61年）－「田澤」的半段先頭車廂被改造成綠色車輛規格。同時增加班次至每日對向九班，其中三班的運行路線延長至青森。
- 1988年（昭和63年）－「田澤」增加至每日對向各13班，其中一班的運行路線延長至東能代站。
- 1989年（平成元年）－「田澤」增加至每日對向各14班，是第四次增加班次。

### 臨時特急列車「秋田接力」

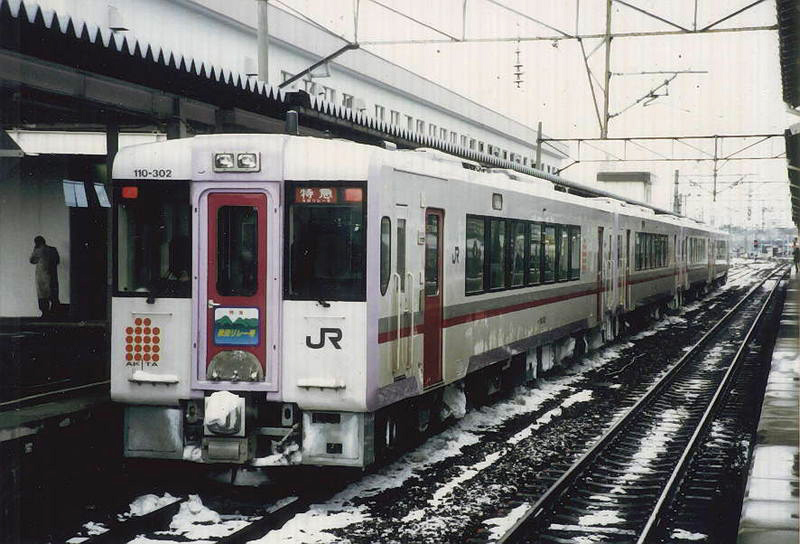
臨時特急列車「秋田接力」
（1997年2月攝於北上站）

由於建造秋田新幹線涉及在田澤湖線安裝標準軌的工程，田澤湖線在1996年（平成8年）3月30日全線停止服務。
隨著田澤湖線停止服務，特急列車「田澤」只維持來往秋田和青森的服務。為了替代原有來往盛岡和秋田的班次，JR東日本開設了經北上線來往北上和秋田，名為「秋田接力」的臨時特急列車班次，以方便乘客換乘東北新幹線。這是JR東日本最後開設的L特急班次。
「秋田接力」以運行，是JR東日本首次以柴油動車組營運特急班次。由於是臨時列車，「秋田接力」以3－4輛全普通車輛編組（北上開出的尾班車為7輛編組）營運。當時「秋田接力」的班次編號也使用「田澤」原有的編號。
1997年3月22日，秋田新幹線開業，「秋田接力」隨即停止服務。餘下的列車則經改裝後服務其他路線。而原有的特急列車「田澤」則更名為「髭羚」繼續服務來往秋田和青森的班次。

### 秋田新幹線「小町」號
- 1997年（平成9年）3月22日－秋田新幹線開業，開設「小町」號班次。
  - 初期「小町」號在田澤湖線和奧羽本線段的時間表採用原有在來線特急列車「田澤」號的時間表。
  - 在東北新幹線路段（東京至盛岡），「小町」號與「山彥」號（主要以10輛編組200系運行）連結行駛。但其中三對與「山彥」號連結行駛的班次在上野、大宮、宇都宮、郡山和福島後，在仙台與「山彥」分離。此後「山彥」號採用各站停車方式前往盛岡，「小町」號則直接駛向盛岡，因而造成往盛岡方向乘客集中「小町」號的問題。
  - 初期列車為5輛編組，其中2輛為自由座位普通車廂。
- 1998年（平成10年）12月8日－列車逐步擴編為6輛編組[9]。
- 1999年（平成11年）12月4日－「小町」號所有班次在東北新幹線路段（東京至盛岡）與「山彥」號連結行駛。此外，由於200系逐漸退役，「小町」號改與以E2系運行的「山彥」號連結行駛。與E2系連結行駛時，宇都宮－盛岡段的最高運行速度從240km/h提升至275km/h。
- 2002年（平成14年）12月1日－東北新幹線盛岡－八戶段開業，開設「疾風」號班次，並取代「山彥」號成為東北新幹線內運行速度最高的班次。
  - 「小町」號改與「疾風」號（以E2系運行）連結行駛，但臨時列車仍與「山彥」號連結行駛。
  - 取消自由座位車廂的配置，全車劃一為對號座位。
  - 除了每日一對班次停宇都宮、郡山和福島外，正常班次均不停前述三個車站。
- 2005年（平成17年）12月10日－一對臨時班次（與「山彥」號連結行駛）獲升格為正式班次（與「疾風」號連結行駛）。
- 2006年（平成18年）
  - 1月4日－因為大雪影響，「小町」31號和「小町」33號分別被困在田澤湖線的田澤湖站和赤淵站。
  - 1月5日－因為大雪影響，秋田新幹線首次全日停駛。
  - 2月10日－「小町」3號因為附近路段雪崩而被困在志度內信號場和田澤湖站之間的第四生保內川橋梁，導致秋田新幹線須停駛兩天。
- 2007年（平成19年）
  - 3月18日－因為新法例（健康增進法）實施，按該法例第25條規定在車廂內禁止吸煙[10]。
  - 4月30日、5月6日－「小町」26號首次被安排在大曲花火大會以外的日子，從大曲開往東京。
- 2008年（平成20年）3月31日－13號車廂的飲品自動售賣機停用（預定會被拆除）。
- 2009年（平成21年）3月14日－修訂時間表後，上行方向首班列車－「小町」2號增停大宮站，自此「小町」號所有班次均停大宮站。
- 2010年（平成22年）
  - 2月2日－宣布製造E6系量產先行車[11]。由於E6系列車總長度比E3系長，線內月台長度只能容納6輛編組的秋田站和大曲站陸續開展工程延伸月台。
  - 11月6日－宣布E6系營運的班次名稱為「超级小町」號，以區別使用原有E3系和E6系的班次[1]。
  - 12月4日－修訂時間表後，所有與「疾風」號連結的定期班次統一在盛岡站解聯。
- 2013年（平成25年）
  - 3月2日－下行「小町」25號在神宮寺站與刈和野站間因衝上軌道上的積雪而出軌，導致第一個車廂出軌，車上130名乘客無人受傷。事件導致全線停駛2天[12]。
  - 3月16日－E6系投入營運，服務的班次名稱均改為「超級小町」。同時部分連結的列車班次也改為「隼」號，最高營運速度提升至每小時300公里（東北新幹線宇都宮至盛岡段）。
  - 6月1日、15日－兩對「小町」號班次改以E6系營運，但維持「小町」號名稱[2]。
  - 7月20日－兩對「小町」號班次改以E6系營運，而6月至8月間另有部分「小町」號班次改以E6系營運[3]。
  - 9月28日－增加三對「超級小町」號班次取代原有的「小町」號班次，同時「小町」和「超級小町」號班次統一與E5系列車連結[4]。
  - 11月15日、16日－增加E6系服務的「小町」號班次[5]。
- 2014年（平成25年）
  - 3月14日－E3系「小町」28號於上午8:56自秋田站發出最後一班次秋田-東京的車班後退役。[13]
  - 3月15日－E3系退役，統一以E6系營運。同時取消「超級小町」的名稱，統一使用原名「小町」。連結的列車班次統一為「隼」號，最高營運速度提升至每小時320公里（東北新幹線宇都宮至盛岡段）[6]。
- 2024年（令和6年）
  - 9月19日－「小町」6號在與「隼」6號併結行駛至古川＝仙台區間時，連結部分突然分離，「小町」號與「隼」號分別在安全機制下緊急停車，安全檢查令東北新幹線停駛約5小時[14]。
- 2025年（令和7年）
  - 3月6日－「小町」21號在與「隼」21號併結行駛至上野＝大宮區間時，連結部分突然分離，「小町」號與「隼」號分別在安全機制下緊急停車，由於距離上次出現同類事故不足半年，JR東日本決定在調查期間暫停「小町」號與「隼」號的併結運轉[15]。
  - 3月11日：JR東日本宣布，將替併結運轉用的電器連結機構加上固定裝置以防止行駛中觸發，並於3月15日全面恢復併結運轉[16]。

## 外部連結
- 新幹線 E6系 こまち／はやぶさ／やまびこ／なすの （页面存档备份，存于）
- E6系新幹線車內設備資訊 （页面存档备份，存于）